# Municipio de Agency (Kansas)
El municipio de Agency (en inglés: Agency Township) está ubicado en el condado de Osage, en el estado de Kansas (Estados Unidos).

## Geografía
El municipio de Agency se encuentra ubicado en las coordenadas 38°34′30″N 95°33′13″O / 38.57500, -95.55361. Según la Oficina del Censo de los Estados Unidos, en 2010 tenía una superficie total de 85,93 km², de la cual 85,87 (99,93%) correspondían a tierra firme y 0,06 (0,07%) a agua.

## Demografía
Según el censo de 2010, el municipio de Agency estaba habitado por 558 personas y su densidad de población era de 6,49 hab/km². Según su raza, el 93,91% de los habitantes eran blancos, el 0,9% negros o afroamericanos, el 2,15% amerindios o nativos de Alaska, y el 0,54% de otras razas. Además, el 2,51% pertenecían a dos o más razas y, del total de la población, el 2,33% eran hispanos o latinos de cualquier raza.